# Marie Gaulis
Marie Gaulis (Thonon-les-Bains, 26 octobre 1965 - La Chaux-de-Fonds,  19 septembre 2019) est une romancière, poète, essayiste et traductrice. C'est la fille de l’écrivain, dramaturge et comédien suisse Louis Gaulis et de son épouse, l’artiste-peintre française Henriette de Foras.

## Biographie
Après une enfance itinérante passée entre les montagnes savoyardes, les rives de la Méditerranée, New York et Paris, où elle passe son baccalauréat, Marie Gaulis, fille « d’un père qui ne tenait guère en place », étudie le grec moderne à l’ Université de Genève sous l’égide du Professeur Bertrand Bouvier. Sa licence obtenue, puis assistante de grec moderne, elle s’intéresse à la diaspora grecque en Australie. Ses recherches sur deux écrivaines australiennes d’origine grecque la conduisent à Sydney et aboutissent à la rédaction d’une thèse de doctorat en 1998, intitulée Une littérature de l’exil. Vasso Kalamara et Antigone Kefala, deux écrivains grecs d’Australie, et publiée en 2001 aux Éditions Slatkine.  
Elle meurt du cancer le  19 septembre 2019 ,.

## Œuvre
Parallèlement à ses études de grec moderne, Marie ne cesse d’écrire et publie un premier recueil de poèmes, Le Fil d’Ariane, en 1993 aux Éditions de l'Aire à Vevey. Après un second passage à Paris, elle retourne s’établir en Suisse, à la Chaux-de-Fonds, où elle consacre sa vie entièrement à l’écriture. Entre 1999 et 2004, elle publie coup sur coup trois volumes de Poèmes en prose aux Éditions Metropolis à Genève, recueils de textes brefs, entre carnets de voyages et méditations poétiques, dans lesquels elle arpente des terres proches et lointaines : Ligne imaginaire (1999), Terra Incognita, (2002) et Le Cœur couronné (2004).
Elle traduit également et adapte des pièces du théâtre d’ombre grec, et publie Karaghiozis, le château des fantômes à Genève en 2005 aux  Éditions Zoé. Suit un premier récit poignant, Lauriers amers (Zoé, 2009), à la frontière entre la fiction et le reportage, dans lequel elle retourne sur les traces de son père, Louis Gaulis, mort tragiquement au Sud-Liban en 1978 lors d’une mission pour le CICR, lorsque Marie était adolescente.
Dans Le Rêve des naturels (Zoé, 2012), un livre placé sous les auspices de Jean-Jacques Rousseau, elle revisite le continent australien, qui avait déjà inspiré les méditations de Terra Incognita et où elle continue à faire de fréquents voyages, et, en promeneuse solitaire, médite sur les paradis perdus et notre rapport au passé et à la nature: « Cette nature, que nous cherchons de plus en plus loin, en une paradoxale quête de virginité, nous la repoussons (…) dans ses derniers retranchements, et il ne reste, pour nos yeux las, éblouis ou déçus, que des fragments, des morceaux ».

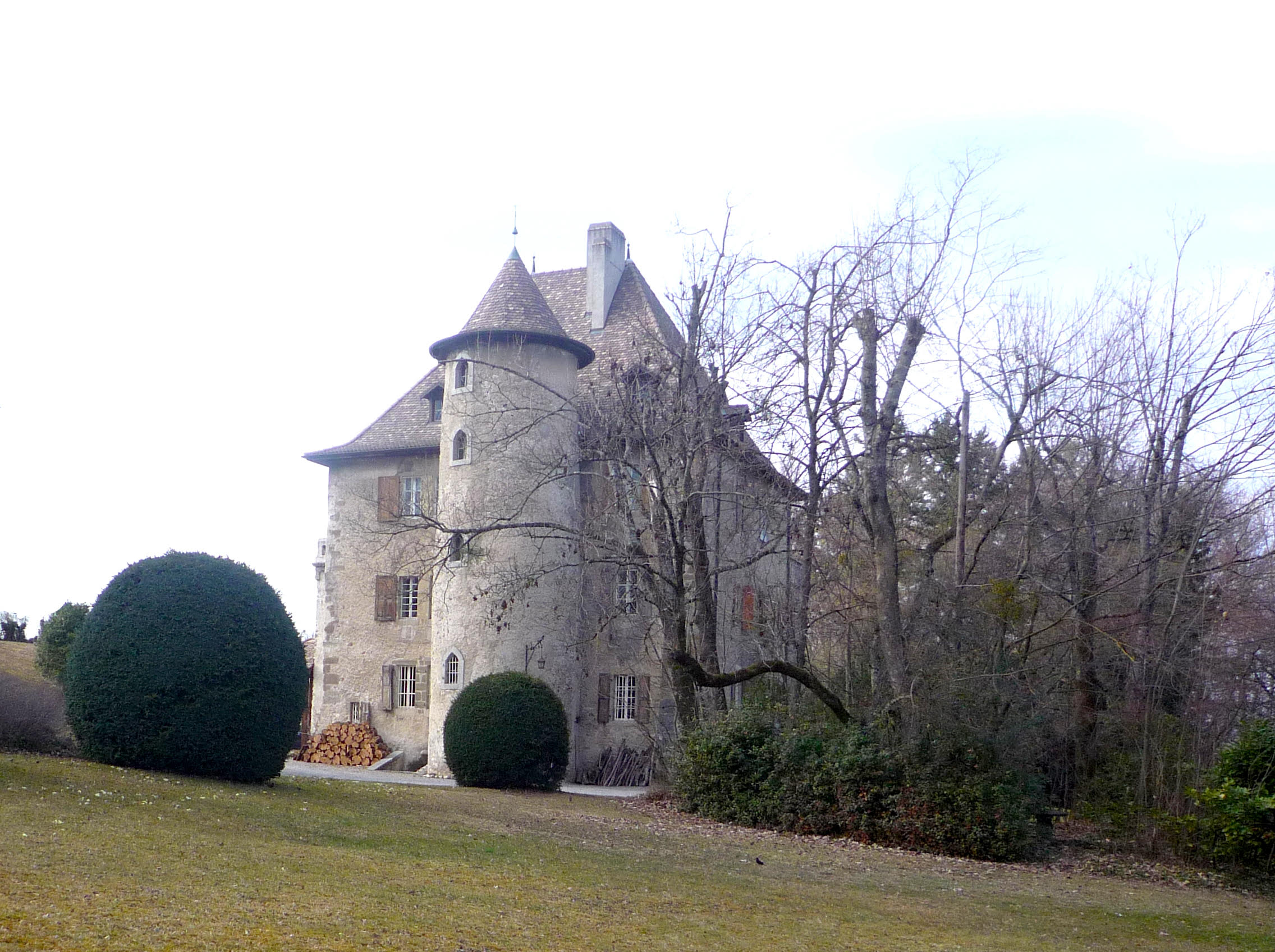
Le Château de Thuyset, près de Thonon-les-Bains.

Après Poèmes de la distance et des songes, qui paraît en 2015 avec des linogravures de George Alexander, elle publie un troisième roman, Le Royaume des Oiseaux (Zoé, 2016), dans lequel la narratrice se souvient du château familial de son enfance en Haute-Savoie et prête sa voix à ses habitants disparus.
Marie Gaulis collabore enfin à l’écriture et à la mise en scène de pièces de théâtre, comme Le Retour de Doudou, consacré au Frankenstein que Mary Shelley écrivit sur les bords du Lac Léman, et Vénus vagabonde, inspiré par les anagrammes de Ferdinand de Saussure. 
Par la grâce de son écriture, ample et travaillée, et de son érudition légère, Marie Gaulis, invite ses lecteurs à voyager dans l’espace et le temps et, de livre en livre, construit, dans le sillage des grands écrivains-voyageurs de Suisse romande comme Blaise Cendrars (né à la Chaux-de-Fonds) et Nicolas Bouvier,  une œuvre au charme puissant et poétique, teintée de mélancolie et d’ironie douce. « Si le passé et l’invisible traversent ses livres, ils sont aussi habités par une force vive, un goût audacieux de la liberté et de l’ailleurs ».

## Publications
- Le fil d'Ariane : poèmes, Éditions de l'Aire, Vevey,1993
- Re-Naissance - Villa Edelstein, Georg éditeur, Chêne Bourg, 1998, en collaboration avec le photographe Jean Mohr
- Ligne imaginaire  (1999),  Éditions Métropolis, Prix Pittard-de-l'Andelyn
- Une littérature de l'exil : Vasso Kalamara et Antigone Kefala, deux écrivains grecs d'Australie, Éditions Slatkine, Genève, 2001
- Terra incognita , (2002), Éditions Métropolis, Genève, 2002
- Le Cœur couronné : proses, Éditions Métropolis, Genève,  2004
- Lauriers Amers, Éditions Zoé, Genève, 2009, relate la disparition de son père au Liban.
- Le rêve des naturels, Éditions Zoé, Genève, 2012
- Poèmes de la distance et des songes, Polar Bear Press, Tamarama, 2015, avec des linogravures de George Alexander
- Le Royaume des oiseaux, Éditions Zoé, Genève, 2016, prix des Charmettes (nouvelle éd. 2022)

## Traductions
- Antigone Kefala, The Island, L’île, Το νήσι,  Melbourne, 2002, avec Helen Nickas

- Karaghiozis, Le château des fantômes avec deux autres pièces du théâtre d'ombres ; Le mariage de Barba Yorgos et ; Karaghiozis et les sept dragons, Éditions Zoé, Genève, 2005

## Pièces de théâtre
Vénus vagabonde : pièce de théâtre en cinq tableaux, quatre interludes, un prologue et un épilogue, Presse vagabonde, 2014.

## Articles et Essais
- « “Les soupirs de la sainte et les cris de la fée” : rêverie sur un poème de Georges Séféris », “Voukóleia” : mélanges offerts à Bertrand Bouvier, Belles-lettres, Genève, 1995, pp. 439-444
- « Exil et voyage dans l'œuvre en prose d'Antigone Kefala », XIVe Colloque international des Néo-Hellénistes. Rennes : Université de Rennes, 1997, pp. 235-242
- Manuscrits en quête d’éditeur, Métropolis, Genève, 2003, avec une préface de Michèle Stroun
- « Portrait de Cingria en pirate », Petites feuilles 26, 2004, p. 9
- « Les deux Ferdinand », Le Courrier, 17 septembre 2007
- « 1982. Un goût de bière », Quand j’avais dix-sept ans Le Roman des Romands, 2013, pp. 67-71
- « Damballah aux reins », dans: Pierre Lepori (éd.), Hétérographe : revue des homolittératures ou pas, numéro spécial, Éditions d’en Bas, Lausanne, 2013
- « Sans chalet », Le Persil-Prilly 133-134, hiver 2016-2017, p. 6
- « Villa Turque », Carnets ferroviaires : nouvelles transeuropéennes, Zoé, Genève, 2017, pp. 65-68